# Argonaute-Klasse (1723)
Die Argonaute-Klasse war eine Klasse von zwei 46-Kanonen-Kriegsschiffen der französischen Marine, die von 1723 bis 1748 in Dienst stand.

## Allgemeines
Die Klasse wurden von dem Marineachitekten Laurent Hélie entworfen und im Marinearsenal von Brest zwischen 1721 und 1723 gebaut. Die als frégates-vaisseaux bezeichneten Schiffe gehörten, nach der französischen Rangeinteilung zur Zeit ihrer Indienststellung, zum 4. Rang (Quatrième Rang). Hauptaufgabe war vor allem die Sicherung eigener Geleitzüge und Patrouillentätigkeit. Sie entsprachen damit den Konvoischiffen der deutschen Hansestädte (siehe Wapen von Hamburg).

## Einheiten
| Name      | Bauwerft         | Kiellegung | Stapellauf  | Indienststellung | Verbleib |
| --------- | ---------------- | ---------- | ----------- | ---------------- | --- |
| Argonaute | Arsenal de Brest | 1721       | Juli 1722   | Januar 1723      | Ab 1741 Verwendung als Hulk in Brest bis 1743, dann Neubewaffnung, Verwendung als Brander mit 28 Kanonen ab 1746, Verwendung als Hulk in Brest ab Januar 1748 und 1762 abgebrochen |
| Parfaite  | Arsenal de Brest | 1722       | Januar 1723 | 1723             | Verwendung als Brander ab April 1746, Verbrannt Oktober 1746 |

## Technische Beschreibung
Die Klasse war als Batterieschiff mit zwei durchgehenden Geschützdecks konzipiert und hatte eine Länge von 39,63 Metern (Geschützdeck), eine Breite von 10,39 Metern und einen Tiefgang von 4,87 Metern bei einer Verdrängung von 1.050 Tonnen. Sie waren Rahsegler mit drei Masten (Fockmast, Großmast und Kreuzmast). Der Rumpf schloss im Heckbereich mit einem Heckspiegel, in den Galerien integriert waren, die in die seitlich angebrachten Seitengalerien mündeten.
Die Besatzung hatte im Frieden eine Stärke von 245 Mann und im Kriegsfall 275 Mann (5 Offiziere und 240 bzw. 270 Unteroffiziere bzw. Mannschaften). Die Bewaffnung der Klasse bestand aus 46 Kanonen.
|        | Unteres Batteriedeck | Oberes Batteriedeck | Achterdeck | Kanonen (Geschossgewicht) |
| ------ | -------------------- | ------------------- | ---------- | ------------------------- |
| Design | 22 × 12-Pfünder      | 24 × 6-Pfünder      | –          | 46 Kanonen (99,86 kg)     |

## Bemerkungen
1. ↑  Bei diesen Schiffen handelt es sich um relativ große Zweidecker (mit zwei Geschützdecks). Sie sind daher keine Fregatten im neueren Sinne des ab Mitte des 18. Jahrhunderts eingeführten Typs leichterer, sehr seetüchtiger Kriegsschiffe mit nur einem Geschützdeck.

## Ähnliche Klassen
- Parfaite-Klasse – Klasse von französischen 40-Kanonen-Zweideckern
- Roebuck-Klasse – Klasse von britischen 44-Kanonen-Zweideckern